# Eriovixia hainanensis
Eriovixia hainanensis là một loài nhện trong họ Araneidae.
Loài này thuộc chi Eriovixia. Eriovixia hainanensis được miêu tả năm 1990 bởi Chang-Min Yin et al..